# Sint-Martinuskerk (Biberach an der Riß)
De HH. Martinus- en Mariakerk (Duits: Kirche St. Martinus und Maria) is een kerkgebouw in Biberach an der Riß in de Duitse deelstaat Baden-Württemberg. Het is de oudste nog actieve simultaankerk of gedeelde kerk van Duitsland, die wordt gebruikt door de protestantse en katholieke gemeente.

## Geschiedenis
Op grond van het oorspronkelijke patrocinium van Martinus van Tours wordt ervan uitgegaan dat hier reeds in de 7e eeuw een kerk of kapel moet hebben gestaan. Archeologisch onderzoek zal nog moeten uitwijzen waar deze voorgangers zich bevonden.
Ongeveer tussen 1330 en 1370 werd de huidige, aan Maria en Martinus gewijde, stadsparochiekerk gebouwd. Tot de reformatie stonden in de kerk naast het hoogaltaar nog eens zestien altaren.
In 1531 sloot de stad zich bij de reformatie aan en werd de Zwitserse kerkorde ingevoerd. Tijdens de beeldenstorm op 29 juni 1531 werden het hoogaltaar met schilderstukken van Martin Schongauer en de zijaltaren vernield. Dankzij het Interim van Augsburg werd vanaf 1548 de viering van de rooms-katholieke mis in de kerk weer toegestaan. Sindsdien wordt de kerk door protestanten en katholieken gemeenschappelijk gebruikt. In deze tijd was de stad reeds in meerderheid protestants: 90% van de bevolking rekende zich tot de nieuwe leer tegenover een katholieke minderheid van 10%, die vooral door de maatschappelijke bovenlaag werd vertegenwoordigd.
In 1584 raakte de kerk na een door een blikseminslag veroorzaakte brand zwaar beschadigd; daarbij verbrandden het orgel en het uurwerk. De werkmeester Hans Fischer herstelde samen met de metselaar Hans Kuzberger de schade binnen een jaar. Van de ramp bevindt zich in de Candidus kapel een schilderij van Hans Baumhauer. De herbouwde toren kreeg toen de huidige bekroning.
Het interieur van de kerk kreeg in de jaren 1746-1748 het barokke aanzien.
In de jaren 1999-2000 werd het interieur grondig gerestaureerd.

## Interieur

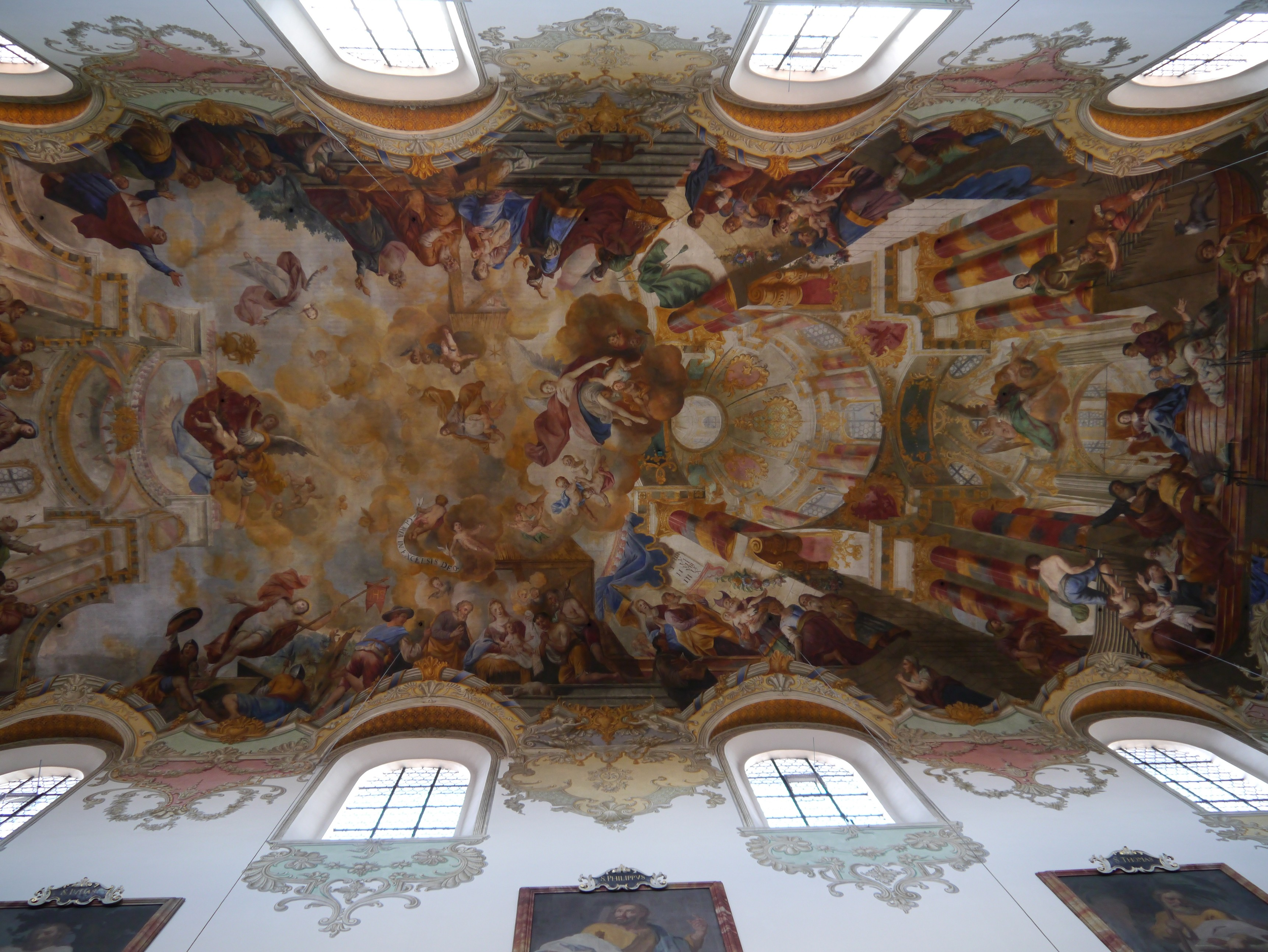
Plafondfresco kerkschip

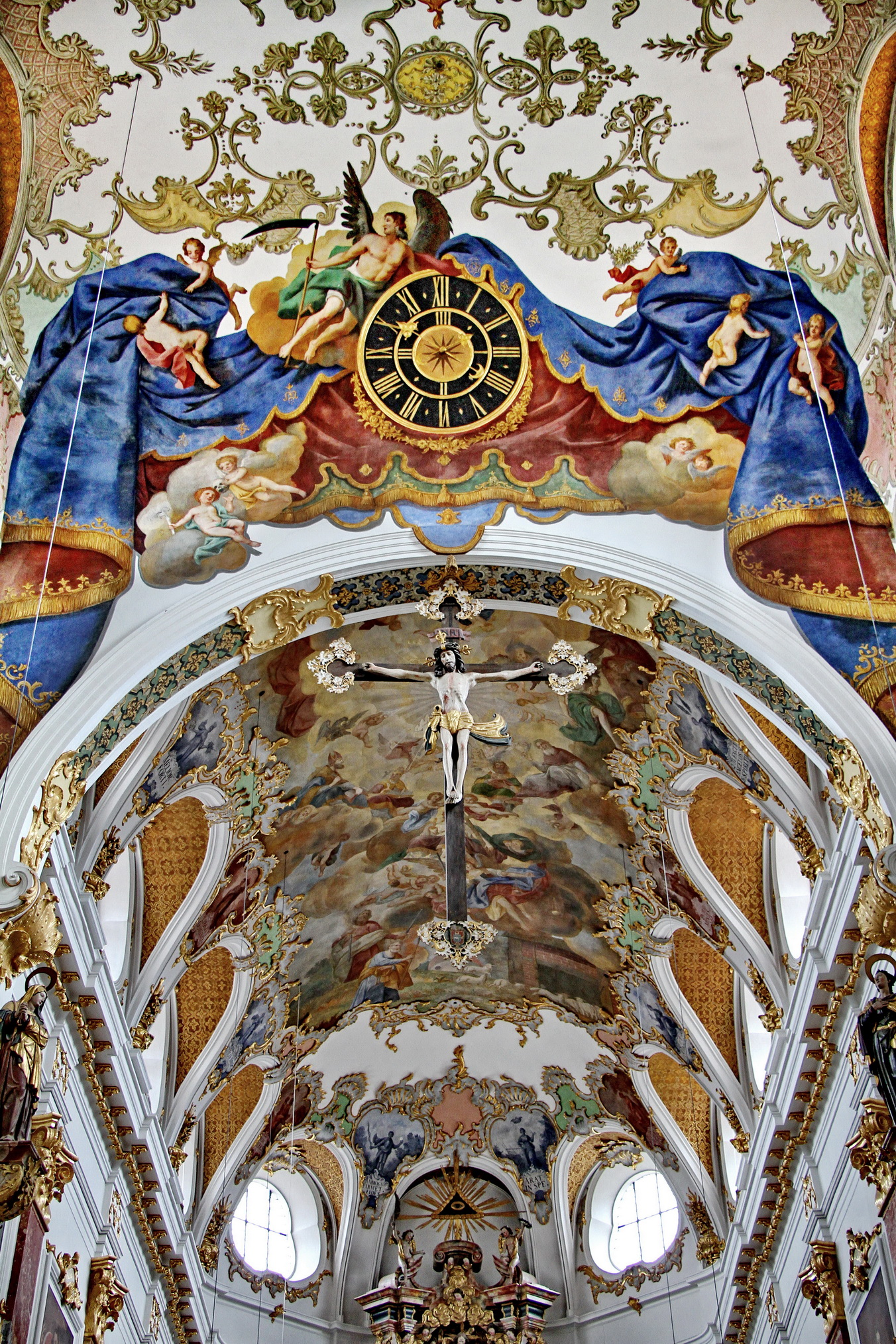
Koor

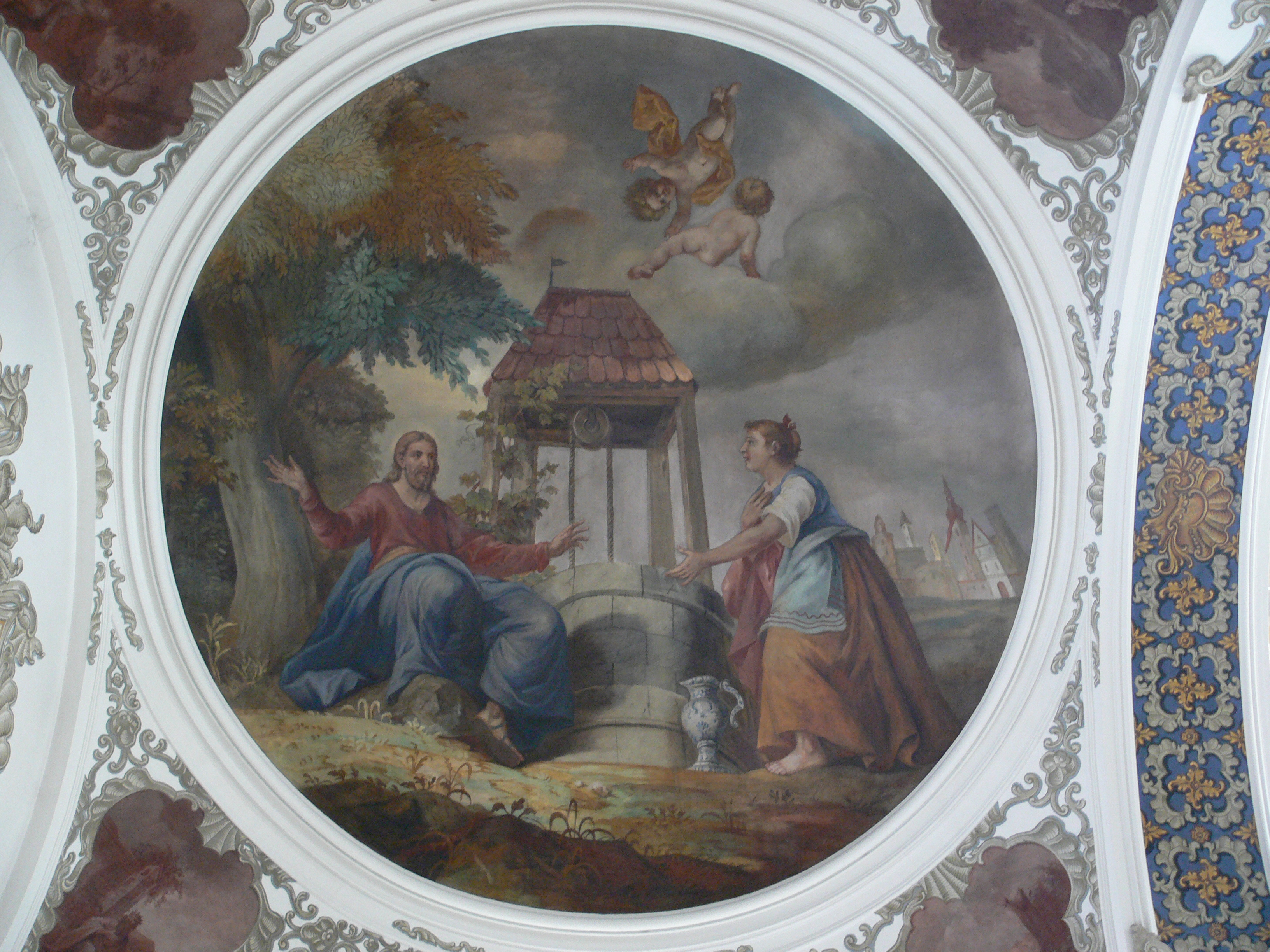
Fresco zijschip: Jezus en de Samaritaanse vrouw (Johannes Zick, 1746)

Tijdens de barokisering van het interieur van de kerk in de periode moest er rekening worden gehouden met het gezamenlijk gebruik van het hoofdschip van de kerk. Hier werd de kerk dus uitsluitend met beelden en fresco's met Bijbelse taferelen en de gezamenlijke hoogfeesten versierd. Het plafondfresco met voorstellingen uit het leven van Jezus werd door Johann Zich uit Lachen bij Ottobeuren geschilderd. Te zien zijn: de aanbidding van de herders en de wijzen uit het oosten, de besnijdenis van Jezus en de presentatie (links en rechts boven het altaar), de 12-jarige Jezus met de schriftgeleerden in de tempel (boven het altaar), de verrijzenis en de hemelvaart (links en rechts van de orgelgalerij) en als Pinksterenscène Maria en de discipelen (boven het orgel).
Aan een pijler in het middenschip bevindt zich het beeld van Anna te Drieën. Het laatgotische beeld stamt uit 1515 en is een van de weinige kunstwerken die de beeldenstorm van 1531 heeft overleefd.
In de koorboog bevindt zich een grote klok, waarover een geschilderde engel met twee gezichten leunt. De engel herinnert aan de sterfelijkheid van de mens en de eindigheid van de tijd. De apostelen en de evangelisten verwijzen naar de overwinning op de dood.
De grote schilderijen uit 1742 aan de muren in het hoofdschip en het koor zijn van Josef Esperlin.
De laatgotische preekstoel stamt van Hans Hochmann uit het jaar 1511 en wordt door beide denominaties gebruikt. Bij de opgang staat in het Latijn een tekst uit het Bijbelboek Jesaja 58:1 (Roep luidkeels, zonder je in te houden, verhef je stem als een ramshoorn. Maak aan mijn volk zijn misdaden bekend, aan het volk van Jakob zijn zonden). Oorspronkelijk sierden de vier kerkvaders de velden van de kanselkuip. Ze overleefden de beeldenstorm echter niet en werden door het huidige maaswerk vervangen. Naast de kansel worden ook het doopvont, de ambo en het altaar door beide confessies gedeeld.
In het katholieke koor toont het plafondfresco het Hemels Jeruzalem met in het midden het Lam Gods. De voorstelling van de hemelvaart van Maria in het hoogaltaar wijzen samen met de andere heiligen en de beide apostelen Petrus en Paulus de weg naar het Hemels Jeruzalem. Daar bevindt zich de gekroonde Ecclesia, omgeven door de aartsengel Michaël, de vier evangelisten en de kerkvaders.
Achter het hoogaltaar bevindt zich de katholieke sacristie. Tot de kerkschat behoren o.a. historische kazuifels, een laatromaans kruisbeeld (uit 1220), een torenmonstrans (1612) en een kelk uit 1786.
De fresco's in de zijbeuken tonen gelijkenissen en voorstellingen uit het leven van Jezus.

## Kapellen

#### De zijkapellen van de noordelijke zijbeuk
De Brandenburgse kapel werd in de 19e eeuw weer in gotische stijl verbouwd. Er hangt een kruisigingsgroep, waarvan het crucifix uit 1520 en de beelden van Johannes en Maria uit de late 15e eeuw stammen. De gotische schilderijen van Eberhard III van Brandenburg († 1487) en zijn vrouw Elisabeth Becht horen bij de daaronder bevestigde grafsteen. De kapel heeft een fraai barok hek. De bouw van de Pflummernkapel werd in 1603 mogelijk gemaakt door de patriciërsfamilie Van Pflummern. Hier bevindt zich het fraaie Michaëlaltaar met het wapen van de familie. In de Mariakapel staat een altaar met een vroegbarokke Madonna uit 1660. De beide flankerende heiligen van Catharina van Siena en Dominicus zijn uit 1730. Rechts, op een vroegere buitenmuur van de kerk maar sinds de aanbouw van de koorkapel tegenwoordig een binnenmuur, is een fresco te zien uit de 15e eeuw van het afnemen van Jezus' kleding.

#### De zuidelijke kapellen
De kapel naast de altaarruimte is de Candiduskapel. De relieken van de Romeinse catacombeheilige kwamen vanuit het vroegere kapucijnenklooster in de kerk terecht. Zijn schrijn wordt geflankeerd door Franciscus van Assisi en Ignatius van Loyola. Het altaar werd aan de heilige Johannes Nepomucenus gewijd. Daarnaast bevindt zich in de biechtkapel het in 1714 vernieuwde Settelinaltaar met een piëta van Hans Dürner (circa 1580).
Bij de kapel hangt een schilderij dat de grote kerkbrand van 1584 toont. Na de brand werd de gotische spits van de kerk vervangen door de huidige barokke afsluiting. In het zuidelijke zijschip bevinden zich ook de toegangen naar de protestantse sacristie en naar de Nonnenschopf, een aanbouw uit 1500 met een fraai laatgotisch gewelf.

## Orgel
Al voor 1484 moet de kerk de beschikking over een orgel hebben gehad, dat in het koor heeft gestaan. Vanaf 1490 werd een groter orgel gebouwd, dat later herhaaldelijk werd vervangen door nieuwe instrumenten. Het huidige orgel boven de westelijke galerij dateert uit 1967 en werd door de firma Reiser gebouwd. Het heeft tegenwoordig 54 klinkende registers, verdeeld over drie manualen en pedaal. Het instrument werd in 2003 gerenoveerd en met een nieuw register aangevuld. Een oudere orgelkas werd bij de afbraak van de voorganger in 1966 aan het Duitse Museum aangeboden, een aanbod dat door plaatsgebrek werd afgewezen. Een deel ervan staat tegenwoordig ergens in een Beiers woonhuis, terwijl de rest uiteindelijk in de kachel belandde.

## Afbeeldingen

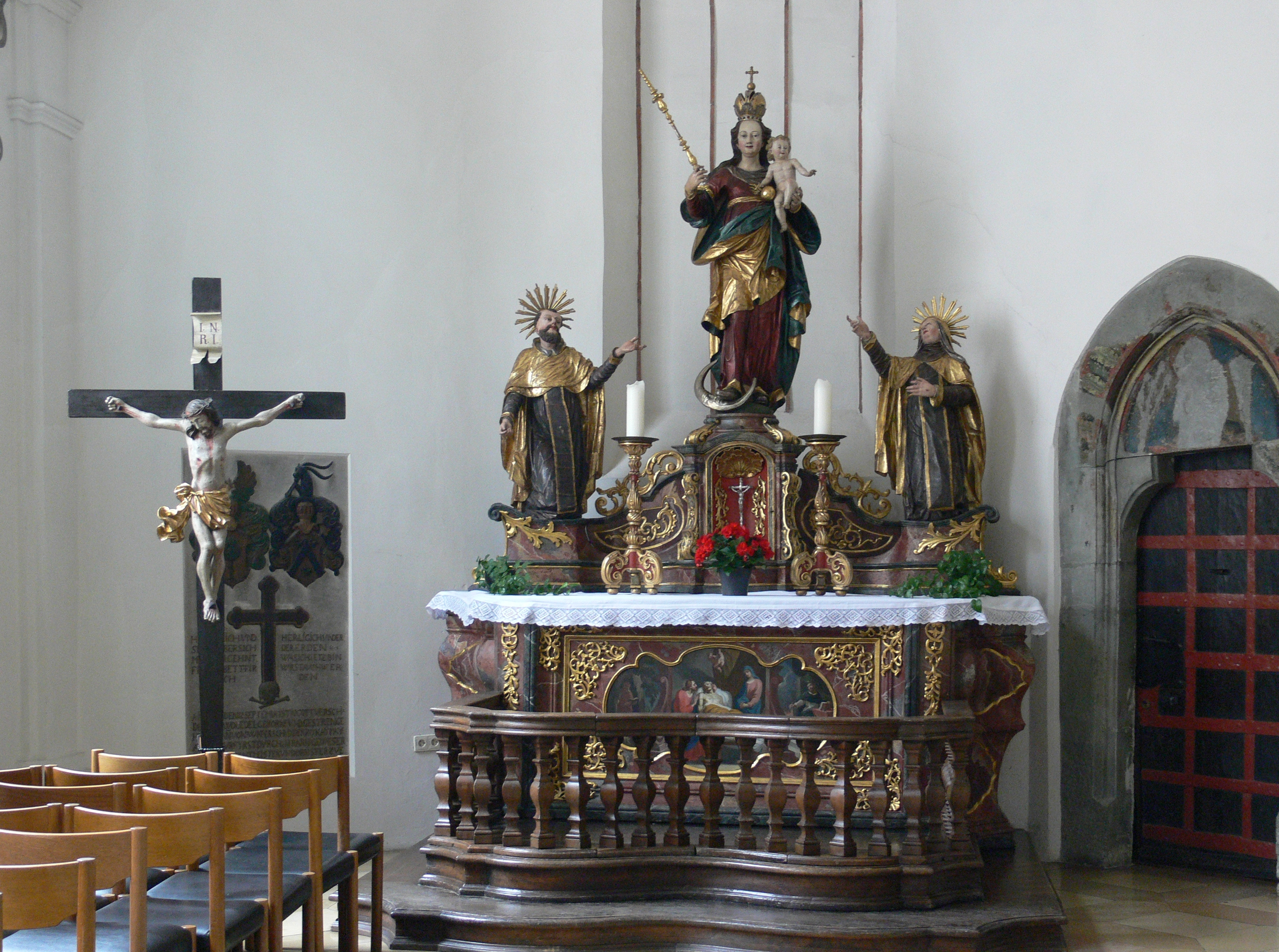
Interieur
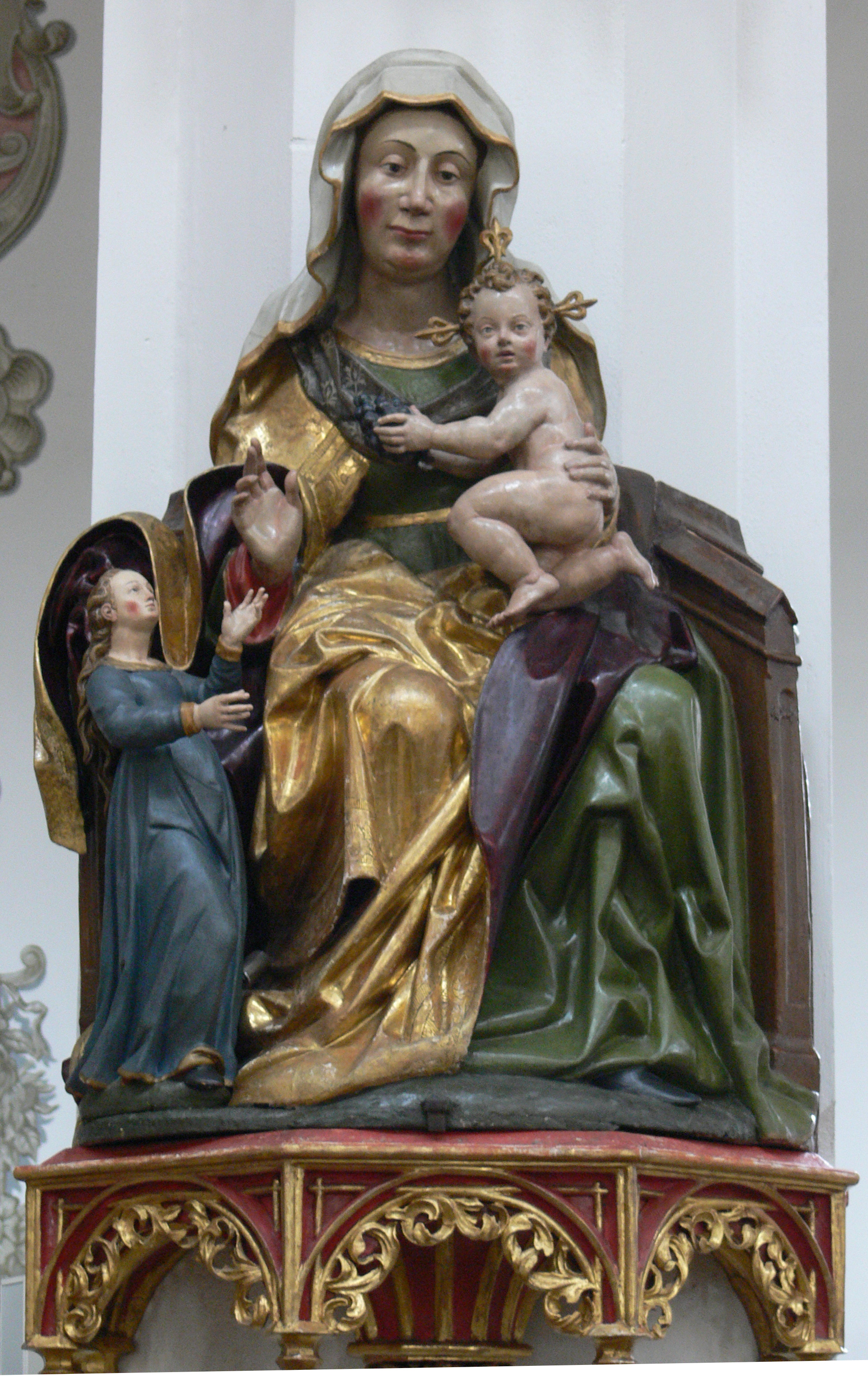
Anna te Drieën
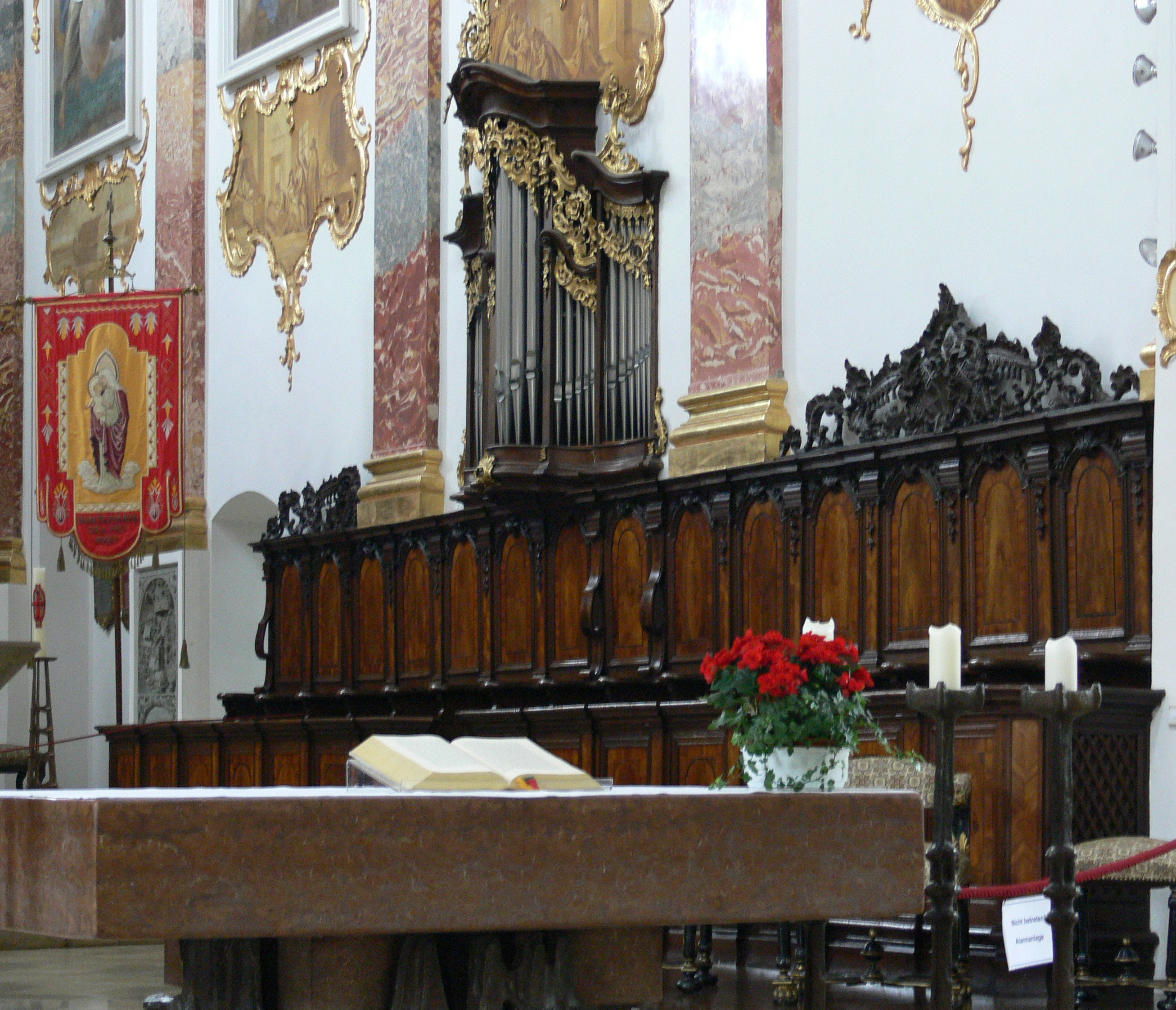
Koorgestoelte uit 1748 met koororgel van Joseph Höß
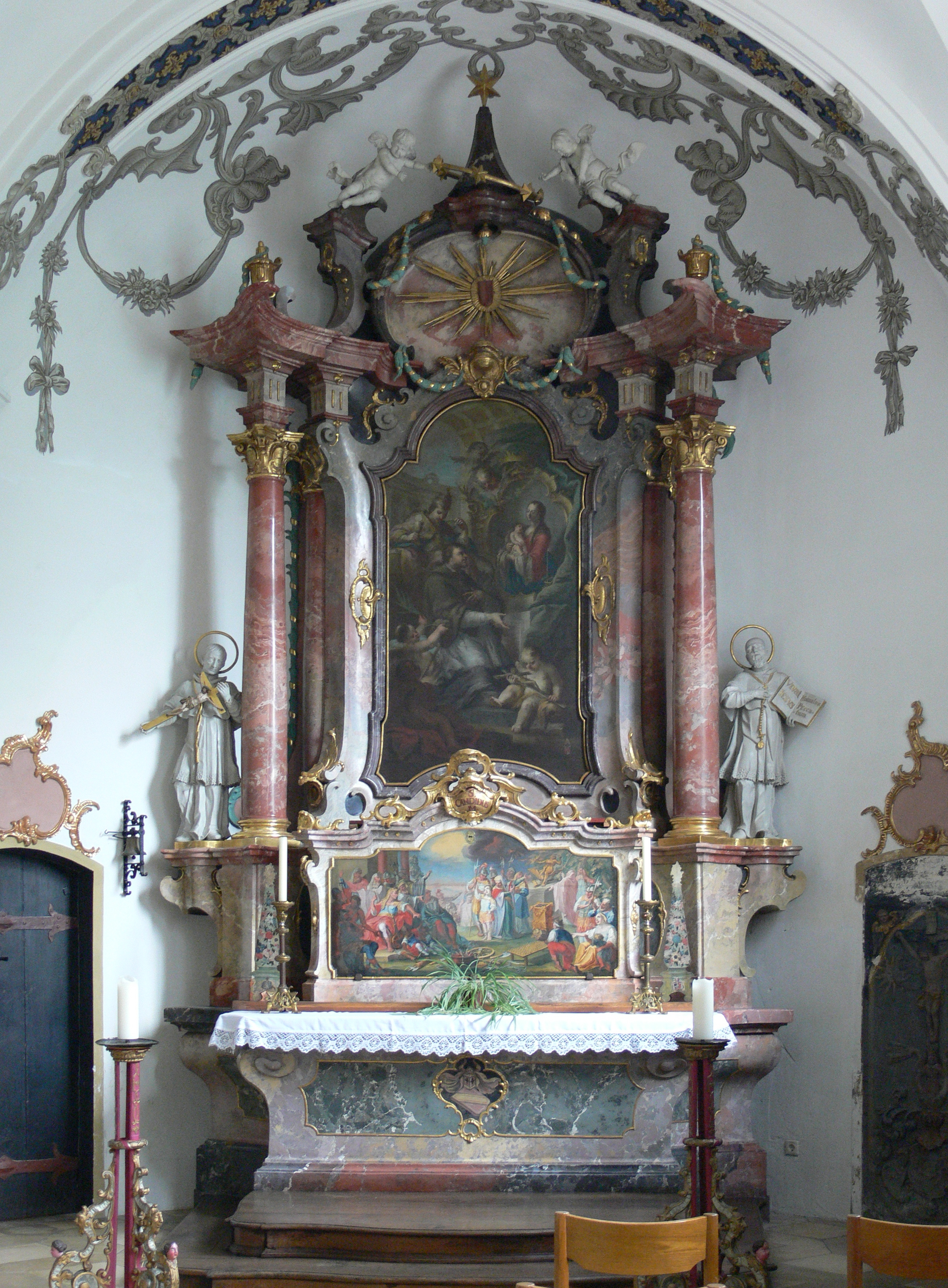
Candidusaltaar
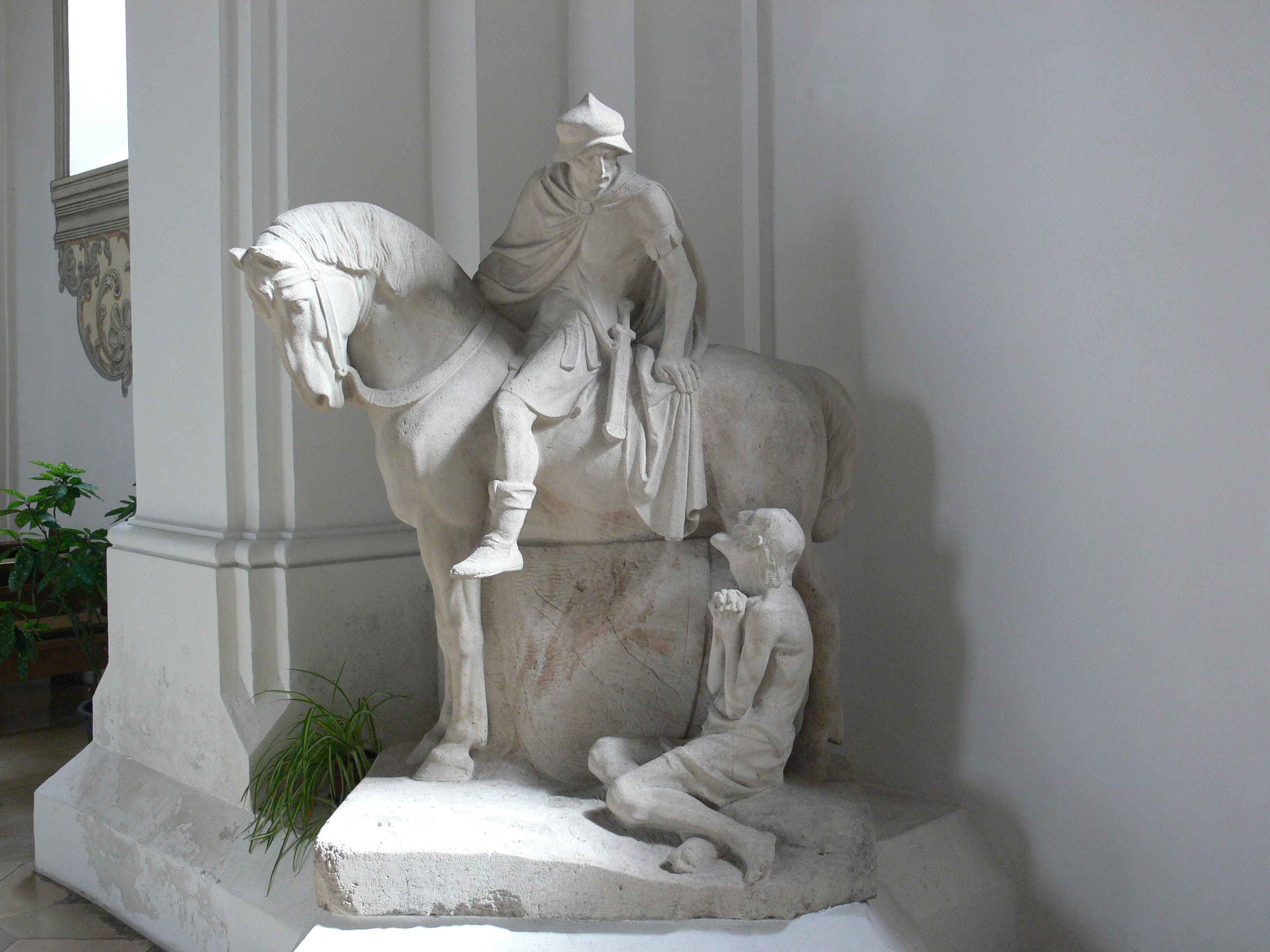
Beeld Sint-Martinus
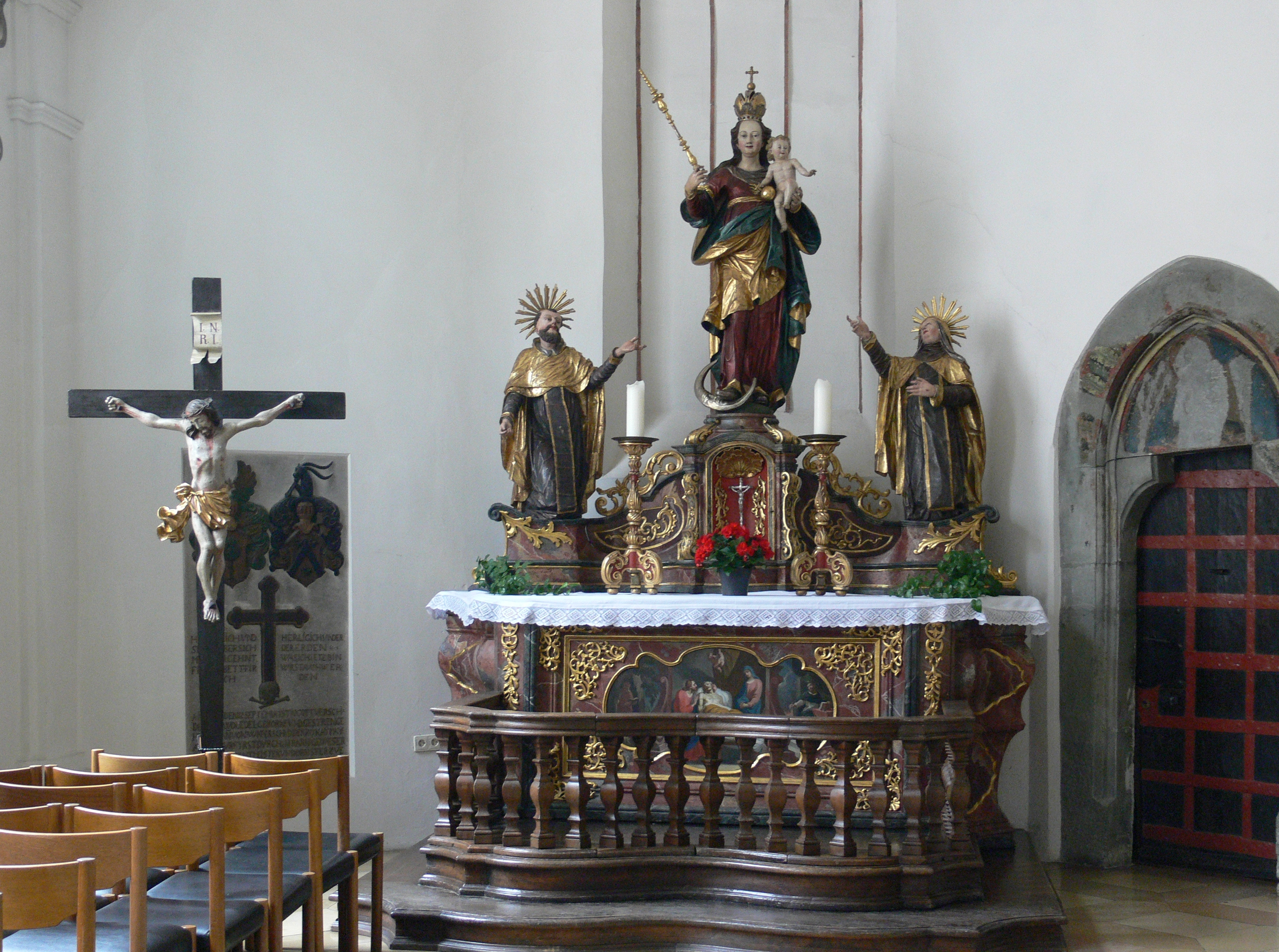
Mariakapel